# Waldir Peres
Waldir Peres de Arruda (Garça, 2 de janeiro de 1951 – Mogi Mirim, 23 de julho de 2017) foi um treinador e futebolista brasileiro que atuou como goleiro.
Considerado um dos mais importantes arqueiros do futebol brasileiro, defendeu o São Paulo de 1973 a 1984 e a Seleção Brasileira em três Copas do Mundo (1974, 1978 e 1982). Jogou nas décadas de 1970 e 1980, e foi considerado em boa parte desse tempo um dos melhores goleiros do Brasil. Foi reserva nas Copas do Mundo de 1974 e 1978, sendo titular na Copa do Mundo de 1982, na Espanha, onde era um dos destaques de um time que contava com Zico, Sócrates, Falcão e Oscar. Entre os que atuaram pela Seleção Brasileira em Copas do Mundo, é o goleiro com a menor média de gols sofridos.[carece de fontes?]

## Carreira
Waldir Peres começou a carreira no Garça, sendo campeão paulista da terceira divisão em 1969. Observado, foi contratado pela Ponte Preta, onde apareceu para o futebol brasileiro, mas foi no São Paulo, aonde chegou em 1973, que ganhou projeção. Não estava na convocação original do Brasil para a Copa do Mundo FIFA de 1974, mas, com a contusão do goleiro reserva Wendel no joelho esquerdo, o titular do São Paulo foi chamado. Entretanto, sua primeira partida pela Seleção só aconteceria mais de um ano depois, em 4 de outubro de 1975, uma vitória por 2–0 sobre o Peru, pelas semifinais da Copa América de 1975 — o Brasil perdeu a classificação para a final no sorteio.
Nesse período, o goleiro já tinha conquistado o primeiro título de sua carreira, o Campeonato Paulista de 1975. A final contra a Portuguesa só foi decidida nos pênaltis, e Waldir espalmou as cobranças de Dicá e Tatá. Como Wilsinho chutara para fora e o São Paulo tinha convertido suas três penalidades, o Tricolor comemorou o título. A torcida gritou o nome do goleiro e carregou-o em seus braços, já com a faixa de campeão.
Seu segundo título também veio nos pênaltis: o Campeonato Brasileiro de 1977, decidido apenas em 5 de março de 1978. Waldir começou o campeonato em um rodízio com Toinho, em que cada um disputava três jogos, mas retomou o posto de titular na reta final. Na final, o São Paulo, que tinha dez pontos a menos que o adversário, o Atlético Mineiro, empatou por 0–0 no Mineirão, tanto no tempo normal como na prorrogação. Nos pênaltis, o goleiro são-paulino manteve-se frio e catimbou bastante, deixando mais nervosos Joãozinho Paulista, Toninho Cerezo e Márcio, que chutaram suas cobranças para fora, dando o título à equipe paulista. Nessa época, foi considerado um dos três melhores goleiros em atividade no Brasil.
Nessa condição Waldir foi convocado para a Copa do Mundo FIFA de 1978, mas, assim como quatro anos antes, não entrou em campo. Só voltaria a ser convocado mais de dois anos depois, e em condições parecidas com a sua convocação em 1974. O técnico da Seleção, Telê Santana, não convocou Waldir para o Mundialito, que se realizaria entre o fim de 1980 e o início de 1981 para comemorar o cinquentenário da Copa do Mundo, mas teve de chamá-lo em 5 de janeiro, depois de o titular Carlos se contundir na primeira partida, contra a Argentina. A convocação de Valdir gerou polêmica, por causa da boa fase de Leão, então no Grêmio. Isso apesar de o goleiro ter acabado de conquistar o Campeonato Paulista de 1980 com o São Paulo. Waldir, no entanto, não entrou em campo nos dois outros jogos da campanha do vice-campeonato. O jogador só voltaria a defender o gol do Brasil, pela primeira vez desde 19 de maio de 1976, na partida contra a Venezuela em 8 de fevereiro de 1981, pelas Eliminatórias da Copa do Mundo de 1982.[carece de fontes?]
Seu grande momento na Seleção Brasileira veio um mês e meio depois, em 19 de maio, num amistoso contra a Alemanha. Quando Luisinho cortou um cruzamento de Karl-Heinz Rummenigge com a mão, o árbitro inglês Clive White marcou o pênalti. Faltavam dez minutos para o fim do jogo, e o Brasil vencia por 2–1. O experiente Paul Breitner, que nunca tinha perdido uma penalidade em sua carreira até ali, partiu para a cobrança e bateu no canto esquerdo, mas Waldir defendeu. O árbitro anulou a defesa, alegando que o goleiro se adiantara. Breitner chutou novamente, desta vez no outro canto, e Waldir defendeu mais uma vez. O Neckarstadion ficou em silêncio.
A atuação serviu de consolo para o goleiro, que tinha perdido no início do mês o Campeonato Brasileiro de 1981, com duas derrotas para o Grêmio. De qualquer maneira, Waldir protagonizou um lance que fez a torcida lembrar da final de três anos antes. Quando o atacante Baltazar correu para cobrar um pênalti no primeiro jogo, Waldir partiu em sua direção e impediu a cobrança.
Naquele mesmo ano, conquistou ainda o bicampeonato paulista. Mantendo a posição de titular da Seleção desde o começo do ano, no ano seguinte foi convocado para ser o goleiro titular do Brasil na Copa do Mundo de 1982. Sofreu um frango incrível na primeira partida, contra a União Soviética, mas foi mantido na posição. Curiosamente, foi o único jogador do Brasil em toda a Copa a receber um cartão amarelo. A derrota por 3–2 para a Itália, que determinou a eliminação brasileira, foi o único jogo oficial pela Seleção em que Waldir sofreu mais de um gol.
Waldir Peres deixou o São Paulo no meio de 1984, onde jogou de 3 de novembro de 1973 e 26 de maio de 1984, indo para o America-RJ. Em seguida, foi para o Guarani. No Campeonato Brasileiro de 1985, defendeu três pênaltis em um jogo contra o Flamengo, ajudando a garantir a vaga para a fase seguinte.
No ano seguinte, chegou ao Corinthians. Apesar de ter passado doze anos em um dos maiores rivais do clube, teve seu nome cantado pela torcida em várias partidas. No Campeonato Paulista de 1987, foi um dos destaques do time que deixou a lanterna no primeiro turno para chegar ao vice-campeonato. No início de 1988, o jogador comprou seu próprio passe por 764 mil cruzados.
Encerrou a carreira em 1989, na mesma Ponte Preta em que começou, depois de uma passagem pelo Santa Cruz.

## Política
Em 2016, Waldir Peres filiou-se ao Partido Republicano Progressista para disputar uma vaga de vereador em São Paulo nas eleições municipais, mas, em sua primeira e única eleição, obteve 1 341 votos e não foi eleito.

## Morte
Morreu no dia 23 de julho de 2017, em Mogi Mirim. O arqueiro foi vítima de um infarto fulminante logo após o almoço, quando seguia para uma festa de aniversário. Waldir tinha 66 anos e não apresentava nenhum problema de saúde. O sepultamento foi realizado na quarta-feira, 26 de julho, no Cemitério Gethsêmani, em São Paulo.

## Títulos
São Paulo
- Campeonato Brasileiro: 1977[carece de fontes?]
- Campeonato Paulista: 1975, 1980[25] e 1981[26]

Corinthians
- Campeonato Paulista: 1988[27]

Seleção Brasileira
- Copa Roca: 1976[carece de fontes?]
- Taça do Atlântico: 1976[carece de fontes?]
- Taça Oswaldo Cruz: 1976[carece de fontes?]
- Taça Rio Branco: 1976[carece de fontes?]

### Prêmios individuais
- Bola de Prata da revista Placar: 1975[carece de fontes?]
- Bola de Ouro da revista Placar: 1975[carece de fontes?]